# Aprusia strenuus
Aprusia strenuus är en spindelart som beskrevs av Simon 1893. Aprusia strenuus ingår i släktet Aprusia och familjen dansspindlar.
Artens utbredningsområde är Sri Lanka. Inga underarter finns listade i Catalogue of Life.